# Tushek & Spigel Supercars
Tushek & Spigel Supercars GmbH («Ту́шек энд Шпи́гель Суперка́рс») — Австро-Словенский производитель суперкаров, основанный в Словении под названием «Tushek» и базирующийся в Граце, на бывшей военной авиабазе, которая включает в себя частную гоночную трассу, используемую для испытаний. Компания была основана Алешей Тушеком и Якобом Карлом Шпигелем.

## История
Стартап суперкара Tushek, основанный словенским автогонщиком Альхосой Тушеком, впервые появился еще в 2012 году, когда компания представила Renovatio TS500 в Top Marques Monaco. С тех пор Tushek привлекла новых инвесторов и перенесла свою деятельность из Словении в Австрию. Компания также переименовалась в «Tushek & Spigel».

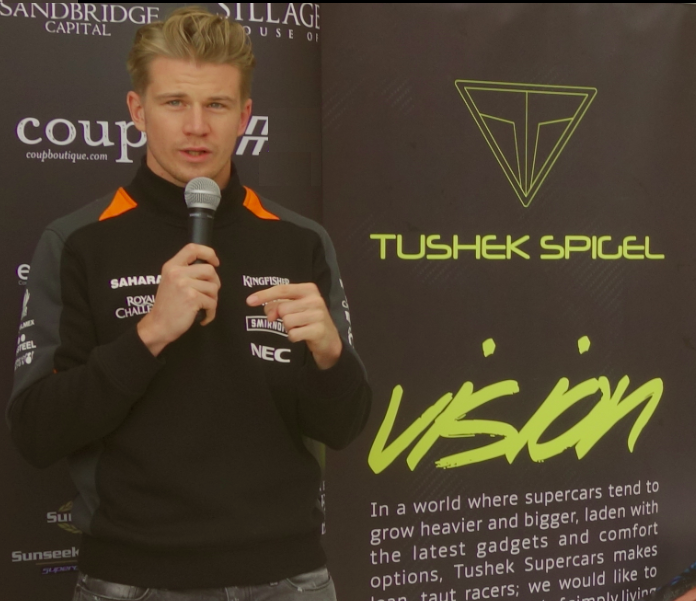
Нико Хюкельнберг — Tushek & Spigel

На выставке Top Marques Monaco 2014 компания «Tushek & Spigel» представила новую модель Tushek TS 600. Несмотря на смену названия, компания по-прежнему стремится разрабатывать автомобили, которые будут не только невероятно быстрыми, но и чрезвычайно легкими. «Tushek & Spigel» также представила новую модель Tushek TS900 Apex на выставке Top Marques Monaco 2018.

## Модели
- Tushek TS500 (2012)
- Tushek TS600 (2014)
- Tushek TS900 Racer Pro (?)
- Tushek TS900 Apex (2018)

| TS500 | TS600-PISTA | TS600-STRADA        |
| ----- | ----------- | ------------------- |
|       |             | Tushek-spigel TS600 |